# Laklakiürt
Laklakiürt (en rus: Лаклакюрт) és un poble de la república del Daguestan, a Rússia. Segons el cens del 2010 tenia 177 habitants.